# Pyrausta klotsi
Pyrausta klotsi là một loài bướm đêm trong họ Crambidae.